# Maison Balšić
La maison Balšić ou Balsha est une famille noble ayant régné de 1360 à 1421 sur la principauté médiévale de Zeta, dans la région de l'actuel Monténégro et du nord de l'Albanie.
Leur origine ethnolinguistique est discutée, le fondateur de la dynastie, Balša Ier, étant selon les sources présenté comme d'origine valaque, serbe, albanaise, ou incertaine,.

## Rois de Zeta
La dynastie donna cinq rois :
- Balša Ier (1360-1362)
- Đurađ Ier (1362-1378)
- Balša II (1378-1385)
- Đurađ II (1385-1403)
- Balša III (1403-1421)

## Arbre généalogique
- Balsha Ier (mort en 1362)
  - Strazimir (mort en 1373), épouse Milica (fille de Vukašin Mrnjavčević)
    - Đurađ II (mort en 1403), épouse Jelena (fille de Lazar Hrebeljanović)
      - Balša III (mort en 1421), épouse Mara Thopia puis Bolja Zaharia
        - Jelena, épouse Stjepan Vukčić Kosača, grand-duc de Bosnie
          - Katarina (1424-1478), épouse Stjepan Tomaš, roi de Bosnie
          - Vladislav (vers 1427-1489), duc de Saint-Sava
          - Vlatko (vers 1428-1489), duc de Saint-Sava

        - Teodora
        - un fils (mort en 1415)

    - Gojko (mort avant 1372)
    - Ivaniš (mort avant 1372)

  - Đurađ Ier (mort en 1378), épouse Olivera (fille de Vukašin Mrnjavčević) puis Teodora Dejanović Dragaš
    - Jelisaveta (morte en 1443)
    - Gojslava (morte en 1398), épouse Radič Sanković, seigneur de Nevesinje, Popovo Polje et Konavli
    - Jevdokija, épouse Esaù de' Buondelmonti, despote d'Épire
      - Giorgio de' Buondelmonti, despote d'Épire

    - Konstantin (mort en 1402), épouse Helena Thopia
      - Stefan Maramonte (mort après 1440)

    - Đurađ (fils illégitime)
      - Stefan Strez, épouse Vlajka Kastrioti (nl) (sœur de Skanderbeg)
        - Ivan Strez (mort après 1468)
        - Gojko (mort après 1468)
        - George Strez (mort après 1457)

  - Balša II (mort en 1385), épouse Comita Musaka
    - Ruđina, épouse Mrkša Žarković

  - Vojslava, épouse Karl Topia, prince d'Albanie
    - Gjergj Topia, prince d'Albanie
    - Helena Topia, épouse Konstantin Balšić (cf. plus haut)
    - Vojslava Topia

## Sources et autres références
- genealogy.euweb.cz
- (de) Johann Samuel Ersch et Johann Gottfried Gruber, Allgemeine Encyclopädie der Wissenschaften und Künste, t. 86, Leipzig, 1868 (lire en ligne), p. 42-43
- (de) Alain Ducellier, « Balša, albano-slavisches Fürstengeschlecht », article dans Lexikon des Mittelalters Vol. 1, Münich - Zürich (1980 - 1998)

1. ↑  Grga Novak, Povijest Splita I, Split, 1978, p.335
2. ↑  (de) Karl Hopf, s.v. Griechenland in Allgemeine Encyclopädie der Wissenschaften und Künste vol 86, p. 42
3. ↑  G. Castellan, Histoire de l'Albanie et des Albanais p 29
4. ↑  B. Iseni, La question nationale en Europe du Sud-est. Genèse, émergence et développement de l’identité nationale albanaise au Kosovo et en Macédoine, note 77 p 60
5. ↑  Une origine provençale, par l'intermédiaire du royaume de Naples, était aussi évoquée au moins jusqu'au XIXe siècle, se basant sur les ouvrages de Du Cange (F. Lenormant, Deux dynasties françaises chez les Slaves méridionaux aux quatorzième et quinzième siècles, 1861 Lire en ligne)